# Boscarró
El Boscarró és un paratge del terme municipal de Conca de Dalt, a l'antic terme d'Hortoneda de la Conca), al Pallars Jussà. És en territori del poble d'Hortoneda.
Està situat a l'esquerra de la llau dels Pastors i a la dreta de la llau del Rebollar, al nord dels Trossos d'Escoll-de-veu i a migdia de Boïgues de Mitges.